# Radhika Menon

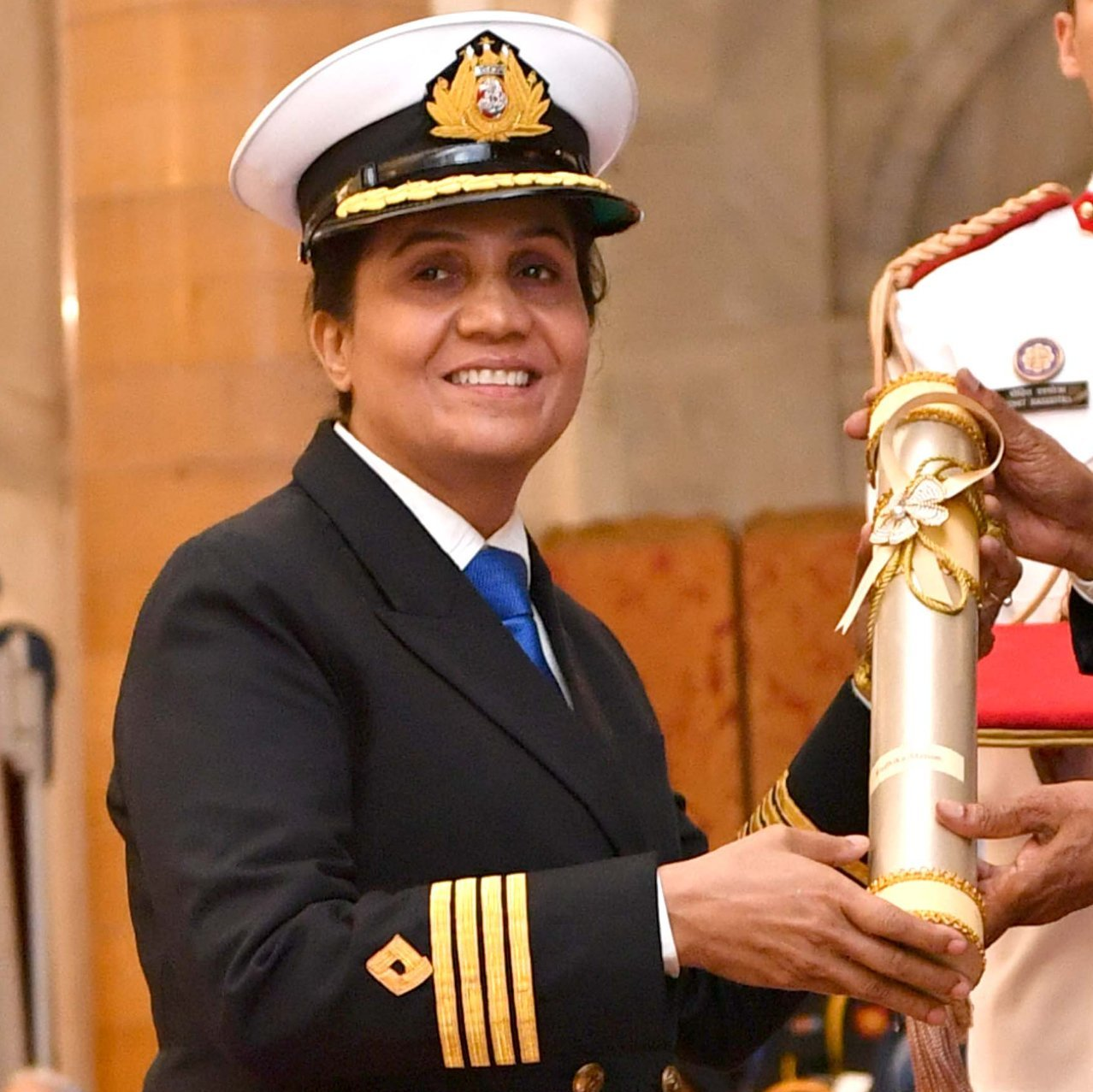
Radhika Menon bei der Preisverleihung des Nari Shakti Puraskar (2022)

Radhika Menon (Malayalam രാധികാ മേനോൻ; geboren im 20. Jahrhundert in Kodungallur im Bundesstaat Kerala) ist die erste indische Funkerin, Offizierin und Kapitänin der Handelsmarine.

## Leben und Wirken
Nach ihrer Schulzeit in Kodungallur absolvierte Menon eine eineinhalb jährige Ausbildung als Funkerin bei der All India Marine Training & Services. Sie wechselte anschließend als Funkoffizier zur Shipping Corporation of India und ist seit 1991 bei der Handelsmarine. Dort erwarb sie praktische Erfahrung auf See. 2012 bestand sie die Prüfungen zur Nautischen Offizierin und anschließend als Erste Offizierin, zur stellvertretenden Kapitänin. Radhika Menon ist die erste Schiffskapitänin eines Handelsschiffs, des indischen Öltankers Suvarna Swarajya. Wenn sie nicht zur See fährt, lebt sie mit ihrem Mann und ihren Kindern in Kochi.

## Rettungsaktion
2015 entdeckte der Zweite Offizier des Tankers Suvarna Swarajya das einfache Fischerboot Durgamma mit sieben Schiffbrüchigen in 2,5 km Entfernung vor der Küste von Gopalpur im Golf von Bengalen. Sie waren vor sieben Tagen in gefährliche Strömungen geraten, weit abgetrieben, hatten einen Motorschaden, einen abgerissenen Anker und die Lebensmittel und Getränke hatte der hohe Seegang schon vor fünf Tagen über Bord gespült. Überlebt hatten die Fischer, indem sie Eis aus der Kühlung für die zu fangenden Fische lutschten. Die Schiffskapitänin Radhika Menon zögerte keinen Augenblick, um eine Rettungsaktion einzuleiten. Nach drei Versuchen, bis zu neun Meter hohen Wellen, heftigen Regengüssen und einer Windgeschwindigkeit von 60–70 Knoten konnten alle sieben Männer im Alter zwischen 15 und 50 Jahren vor dem Ertrinken gerettet werden. Über die Lotsenleiter kamen die geschwächten Männer von ihrem kleinen Fischerboot aus an Bord des riesigen Öltankers (172,95 m lang und 25,9 m breit).

## Stiftung für Frauen in der Seefahrt
Um junge Frauen zu unterstützen, die eine Karriere auf See anstreben, gründete Kapitänin Menon (2017) die International Women Seafarers Foundation (IWSF). Maritime Ausbildungseinrichtungen sind inzwischen prinzipiell für Frauen geöffnet, einen Arbeitsplatz zu finden, gestaltet sich für viele schwierig. Die IWSF hilft jungen Absolventinnen bei der Karriereplanung und unterstützt sie auch auf See.

## Auszeichnungen
- 2016: Auszeichnung der Internationalen Seeschifffahrts-Organisation für aussergewöhnliche Tapferkeit auf See (als erste Frau).
- 2022: Nari Shakti Puraskar, verliehen vom indischen Präsidenten Ram Nath Kovind.